# Miss Intercontinental 2005
Miss Intercontinental 2005 fue la trigésima cuarta (34.ª) edición del certamen Miss Intercontinental, correspondiente al año 2005; la cual se llevó a cabo el 30 de julio en Huangshan, China. Candidatas de 61 países y territorios autónomos compitieron por el título. Al final del evento, Deisy Catalina Valencia Deossa, Miss Intercontinental 2004 de Colombia, coronó a Emmarys Pinto, de Venezuela, como su sucesora.

## Resultados
| Posiciones                 | Candidata |
| -------------------------- | --- |
| Miss Intercontinental 2005 | - Venezuela - Emmarys Pinto |
| Primera Finalista          | - Finlandia - Sarianna Kankaristo |
| Segunda Finalista          | - Noruega - Shauntavia Loo |
| Top 5                      | - Armenia - Anush Grigoryan - Puerto Rico - Saritza Alvarado Marrero |
| Top 15                     | - Alemania - Asli Bayram - Brasil - Andrea Lopes De Andrade - China - Zhang Shuai - Colombia - Tatiana María Bastidas Castañeda - Egipto - Meriam George - España - Laura Herrero Mallebrera - Panamá - Lilianne Paulette Thompson Franceschi - Polonia - Elzbieta Sawerska - Rumania - Ana Florincuta - Serbia y Montenegro - Ana Milenkovic |

## Premiaciones
| Premio                 | Candidata                                        |
| ---------------------- | ------------------------------------------------ |
| Miss Simpatía          | - Nueva Zelanda - Namphon Bennett                |
| Miss Fotogénica        | - Panamá - Lilianne Paulette Thompson Franceschi |
| Mejor Traje Nacional   | - Tailandia - Nahatai Lekbumrung                 |
| Mejor en Traje de Gala | - Ucrania - Marta Tsybarovska                    |
| Mejor Cuerpo           | - España - Laura Herrero Mallebrera              |

## Candidatas
61 candidatas compitieron por el título:
(En la tabla se utiliza su nombre completo, los sobrenombres van entrecomillados y los apellidos utilizados como nombre artístico, entre paréntesis; fuera de ella se utilizan sus nombres «artísticos» o simplificados).
| País/Territorio      | Candidata                             |
| -------------------- | ------------------------------------- |
| Alemania             | Asli Bayram                           |
| Armenia              | Anush Grigoryan                       |
| Australia            | Shenelleve Dawn Dickson               |
| Austria              | Bridal Princess                       |
| Azerbaiyán           | Yuliana Kondratyeva                   |
| Bahamas              | Philincia Cleare                      |
| Bolivia              | Jusleny Ríos Justiniano               |
| Bosnia y Herzegovina | Natasa Dejanovic                      |
| Brasil               | Andrea Lopes De Andrade               |
| Camerún              | Aurelie Mbousnoum                     |
| China                | Zhang Shuai                           |
| Colombia             | Tatiana María Bastidas Castañeda      |
| Costa Rica           | Carol Pakers Araya                    |
| Curazao              | Sonina Sint Jago                      |
| Egipto               | Meriam George                         |
| Escocia              | Kate Elizabeth Hallam                 |
| España               | Laura Herrero Mallebrera              |
| Estados Unidos       | Michelle Banzer                       |
| Estonia              | Triinu Laurits                        |
| Etiopía              | Sayat Demissie                        |
| Filipinas            | Namkeen Soller Hameed                 |
| Finlandia            | Sarianna Kankaristo                   |
| Francia              | Maité Saldi                           |
| Gales                | Emma Watermann                        |
| Georgia              | Nino Chivinidze                       |
| Grecia               | Theodora Vasiliou                     |
| Haití                | Sarodj Bertin Durocher                |
| Hungría              | Judit Takacs                          |
| India                | Deepa Rajan                           |
| Inglaterra           | Hannah Lewis                          |
| Irlanda              | Jayne-Louise Slater                   |
| Islandia             | Ingunn Sigurpalsdottir                |
| Italia               | Marina Mustacchio                     |
| Letonia              | Tatjana Orlova                        |
| Malasia              | Yuki Koay Lee Chuen                   |
| Malta                | Lindsay Galea                         |
| Martinica            | Lynda Daquin                          |
| Mauricio             | Marie-Natacha Magalie Antoo           |
| Noruega              | Shauntavia Loo                        |
| Nueva Zelanda        | Namphon Bennett                       |
| Panamá               | Lilianne Paulette Thompson Franceschi |
| Perú                 | Pierangeli Daniela Dodero Jovich      |
| Polonia              | Elzbieta Sawerska                     |
| Puerto Rico          | Saritza Alvarado Marrero              |
| República Checa      | Agata Hanychova                       |
| República Dominicana | Anabel Pérez Hernández                |
| República Eslovaca   | Petra Lenartova                       |
| Rumania              | Ana Florincuta                        |
| Rumania              | Laura Florincuta                      |
| Serbia y Montenegro  | Ana Milenkovic                        |
| Singapur             | Stephanie Cheong Tieng Tieng          |
| Sri Lanka            | Rapthi Raffella Dannille Kerkoven     |
| Sudáfrica            | Martie Bradley                        |
| Suecia               | Tyra Ulrika Sjöstedt                  |
| Suiza                | Rachida Betschart                     |
| Tailandia            | Nahatai Lekbumrung                    |
| Tanzania             | Joan Cassian Magori                   |
| Turquía              | Seda Altan                            |
| Ucrania              | Marta Tsybarovska                     |
| Venezuela            | Emmarys Diliana Pinto Peralta         |
| Vietnam              | Thanh Hang Pham Thi                   |

## Datos acerca de las delegadas
Algunas de las delegadas del Miss Intercontinental 2005 han participado en otros certámenes internacionales de importancia:
- Asli Bayram (Alemania) participó sin éxito en Miss Universo 2005.
- Anush Grigoryan (Armenia) participó sin éxito en Miss Europa 2003.
- Shenelleve Dawn Dickson (Australia) fue finalista en Miss Tierra 2004.
- Tatiana María Bastidas Castañeda (Colombia) fue ganadora de Reina Mundial del Banano 2005.
- Meriam George (Egipto) participó sin éxito en Miss Universo 2005, finalista en Miss Tierra 2006 y primera finalista en Miss Asia Pacífico Mundo 2013.
- Sayat Demissie (Etiopía) participó sin éxito en Miss Mundo 2004.
- Sarodj Bertin Durocher (Haití) participó sin éxito en Miss Universo 2010 y ganadora de Reina Hispanoamericana 2012.
- Marie-Natacha Magalie Antoo (Mauricio) participó sin éxito en Miss Mundo 2004 y Miss Universo 2005.
- Elzbieta Sawerska (Polonia) fue semifinalista en Miss Globe 2005.
- Rapthi Raffella Dannille Kerkoven (Sri Lanka) participó sin éxito en Miss Mundo 2006 y semifinalista en Miss Grand Internacional 2013.
- Rachida Betschart (Suiza) participó sin éxito en Top Model of the World 2004 y Miss Turismo Mundo 2005.

## Sobre los países en Miss Intercontinental 2005

### Naciones debutantes
| - Armenia - Bosnia y Herzegovina - Camerún - Egipto | - Georgia - Martinica - Tanzania |

### Naciones que regresan a la competencia
Compitieron por última vez en 1977:
- Mauricio
- Nueva Zelanda
- Sri Lanka

Compitió por última vez en 1978:
- Islandia

Compitieron por última vez en 1982:
- Gales
- Irlanda

Compitió por última vez en 1985:
- Inglaterra

Compitió por última vez en 1994:
- Suecia

Compitió por última vez en 1997:
- Rumania

Compitieron por última vez en 1999:
- Estados Unidos
- Panamá

Compitieron por última vez en 2000:
- Australia
- Escocia
- España

Compitió por última vez en 2001:
- Francia

Compitieron por última vez en 2002:
- Curazao
- Grecia
- Perú

### Naciones ausentes
Bélgica,  Canadá,  Chipre,  Ghana,  Honduras,  Hong Kong,  Kenia,  Líbano,  Liechtenstein,  Luxemburgo,  Macao,  México,  Oriente Medio Árabe,  Países Bajos,  Reino Unido,  Rusia,  San Marino,  Tahití y  Taiwán no enviaron una candidata este año.